# Simon Ernst Schwerdtner von Schwerdtburg

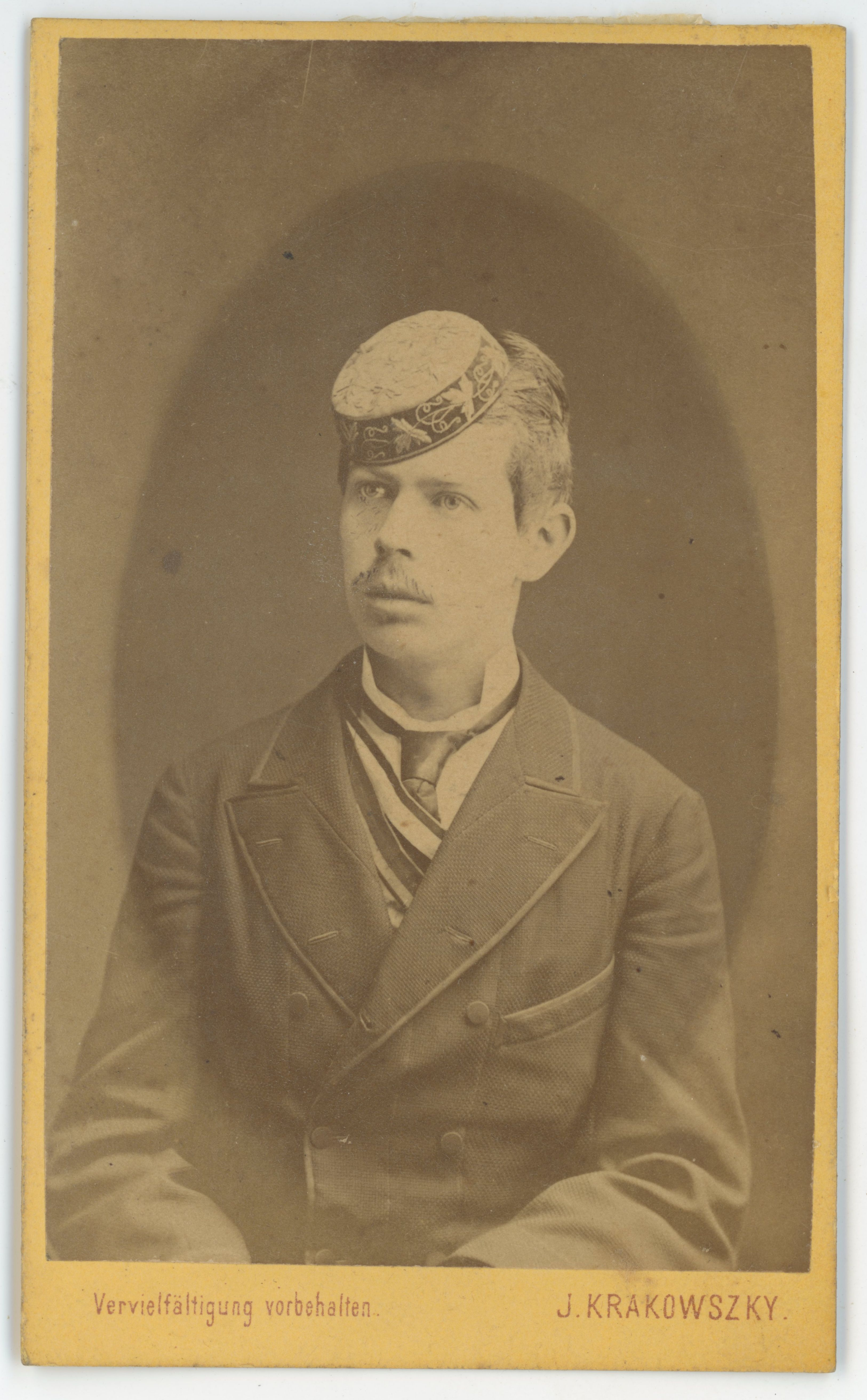
Simon E. Schwerdtner

Simon Ernst Schwerdtner (von Schwerdtburg) (* 9. Mai 1854 in Neubau (Wien); † 22. September 1925 in Klagenfurt) war ein österreichischer Offizier.

## Leben
Er war der Sohn von Generalmajor Julius Schwerdtner (1824–1905, 1874 geadelt als Schwerdtner von Schwerdtburg). Schwerdtner studierte an der Technischen Hochschule Graz, der Montanistischen Hochschule Leoben und der Technischen Hochschule Wien. 1872 wurde er in den Corps Norica Graz und Montania Leoben aktiv. 1874 wurde er noch im Wiener Corps Cimbria recipiert (FM,xx,x). Er focht neun Mensuren, die erste gegen einen Angehörigen der Wiener Burschenschaft Germania, jeweils drei gegen Wiener Alemannen und Danuben und jeweils eine gegen einen Wiener Saxen und einen Joanneer.
1874 trat er als Leutnant in die Armee ein, diente mehrere Jahre im 72. Infanterieregiment in Preßburg und nahm 1878 an der Okkupation Bosniens teil. Er arbeitete auch als Lehrer an der Kadettenschule in Innsbruck, wo er Mathematik und Geometrie unterrichtete. In den Jahren 1884–1886 schloss er seine Ausbildung an der k.u.k. Kriegsschule in Wien ab und wurde als Leutnant in das Generalstabsoffizierskorps aufgenommen. Anschließend diente er in verschiedenen Einheiten in Lemberg und Olmütz und wurde 1889 zum Hauptmann befördert. Ab 1892 war er Stabsoffizier des 9. Armeekorps in Josefov und wurde 1895 im Rang eines Majors dem 10. Armeekorps in Přemyšl zugeteilt. 1898 wurde er zum Oberstleutnant befördert und als Oberst (1901) war er von 1902 bis 1908 Kommandeur der 5. Infanterietruppendivision. Zu Beginn des Ersten Weltkriegs war er von August 1914 bis November 1915 Militärkommandant von Prag. Er wurde zum Feldmarschallleutnant und General der Infanterie befördert und als Exzellenz charakterisiert.
Er starb mit 71 Jahren und wurde am Zentralfriedhof Annabichl beerdigt.